# Кріс Коммонс
Кріс Коммонс (англ. Kris Commons, нар. 30 серпня 1983, Менсфілд) — шотландський футболіст, фланговий півзахисник клубу «Селтік». Крім цього виступав за клуби «Сток Сіті», «Ноттінгем Форест» та «Дербі Каунті», а також національну збірну Шотландії.

## Клубна кар'єра
У дорослому футболі дебютував 2000 року виступами за команду клубу «Сток Сіті», в якій провів чотири сезони, взявши участь у 41 матчі чемпіонату. 
Своєю грою за цю команду привернув увагу представників тренерського штабу клубу «Ноттінгем Форест», до складу якого приєднався 2004 року. Відіграв за команду з Ноттінгема наступні чотири сезони своєї ігрової кар'єри. Більшість часу, проведеного у складі «Ноттінгем Форест», був основним гравцем команди.
2008 року уклав контракт з клубом «Дербі Каунті», у складі якого провів наступні три роки своєї кар'єри гравця.  Граючи у складі «Дербі Каунті» також здебільшого виходив на поле в основному складі команди.
До складу клубу «Селтік» приєднався 2011 року. Відтоді встиг відіграти за команду з Глазго 114 матчів в національному чемпіонаті.

## Виступи за збірну
Кріс Коммонс народився в Англії, проте має право виступати за збірну Шотландії адже його бабуся народилася в Данді. За національну збірну Шотландії в офіційних матчах він дебютував 2008 року. Наразі провів у формі головної команди країни 12 матчів, забивши 2 голи.

## Титули і досягнення
- Чемпіонат Шотландії
  - Чемпіон (4): 2011–12, 2012–13, 2013–14, 2014–15
- Кубок Шотландії
  - Володар (2): 2010–11, 2012–13
- Кубок шотландської ліги
  - Володар (1): 2014–15